# Idaea holosericearia
Idaea holosericearia là một loài bướm đêm trong họ Geometridae.